# Faunis excelsus
Faunis excelsus är en fjärilsart som beskrevs av Hans Fruhstorfer 1901. Faunis excelsus ingår i släktet Faunis och familjen praktfjärilar. Inga underarter finns listade i Catalogue of Life.